# Asbarez
Asbarez (orm. Ասպարէզ) – amerykańska gazeta społeczno-polityczna wydawana od 1908 roku w języku ormiańskim i angielskim, poświęcona zagadnieniom związanym z Armenią i Ormianami. 

## Opis
Pierwszy numer gazety „Asbarez” ukazał się w sierpniu 1908 roku we Fresno. Początkowo była wydawana jako tygodnik. Na początku lat 70. XX w., po kilku udanych dekadach, biura i siedziba wydawnicza przeniosły się do Los Angeles. Pismo skierowane jest głównie do społeczności armeńsko-amerykańskiej w zachodnich Stanach Zjednoczonych. Jest to jedyna dwujęzyczna gazeta codzienna w kraju, publikująca pięć razy w tygodniu od wtorku do soboty, a drukowana sekcja w języku angielskim znajduje się w sobotnim wydaniu. 1 maja 1970 roku „Asbarez” zaczął publikować swoją angielską sekcję. Od stycznia 1993 roku sekcja ta stała się codzienną publikacją i jest głosem społeczności ormiańskiej, źródłem informacji w salach Kongresu, w bibliotekach w całym kraju i newsroomach najważniejszych mediów.
W ciągu lat działalności „Asbarez” opisywał tragedię ludobójstwa Ormian, triumf pierwszej niepodległej republiki, problemy społeczności ormiańskiej, katastrofalne trzęsienie ziemi w 1988 roku, upadek Związku Radzieckiego, walkę o wyzwolenie Arcach (Górski Karabach), powstanie niepodległej Republiki Arcach i zmieniającą się rzeczywistość mieszkańców Dżawachetii w południowej Gruzji. Od ponad wieku „Asbarez” nie tylko kształtuje opinię społeczną, dostarcza wiadomości i informacji, ale także mobilizuje społeczności do współpracy z Armenian National Committee of America, przeciwdziałania tureckiemu zaprzeczaniu ludobójstwa na Ormianach.
21 października 2018 roku gazeta obchodziła 110 lecie w Bagramian Hall w Holy Cross Cathedral w Montebello. Z tej okazji redakcja uhonorowała szesnastu redaktorów i współpracowników. 25 sierpnia 2019 roku, podczas gali w Renaissance Banquet Hall w Glendale, Armenian National Committee of America uhonorowało gazetę „Asbarez” nagrodą Hye Tahd. 

## Redakcja
Ara Khachatourian – redaktor anglojęzycznej sekcji „Asbarez”
Ormiański zespół redakcyjny:
- Kevork Manoyan
- Menar Bedrosian
- Georges Adourian

Współpracownicy:
- Garen Yegparian
- Maria Titizian
- Suzanne Khardalian
- Katarzyna Yesayan
- Elise Kalfayan
- Aram Kouyoumdjian
- Hasmik Piliposyan
- Armen Bacon
- Harut Sassounian
- Paul Chaderjian
- Tamar Kevonian
- Khatchig Mouradian
- Alex Sardar
- Heghinar Melkom Melkomian
- Pattyl Aposhian Kasparian
- Serouj Aprahamian
- Seto Boyajian
- Aram Suren Hamparian
- Lara Garibian